# Rosa Ponselle

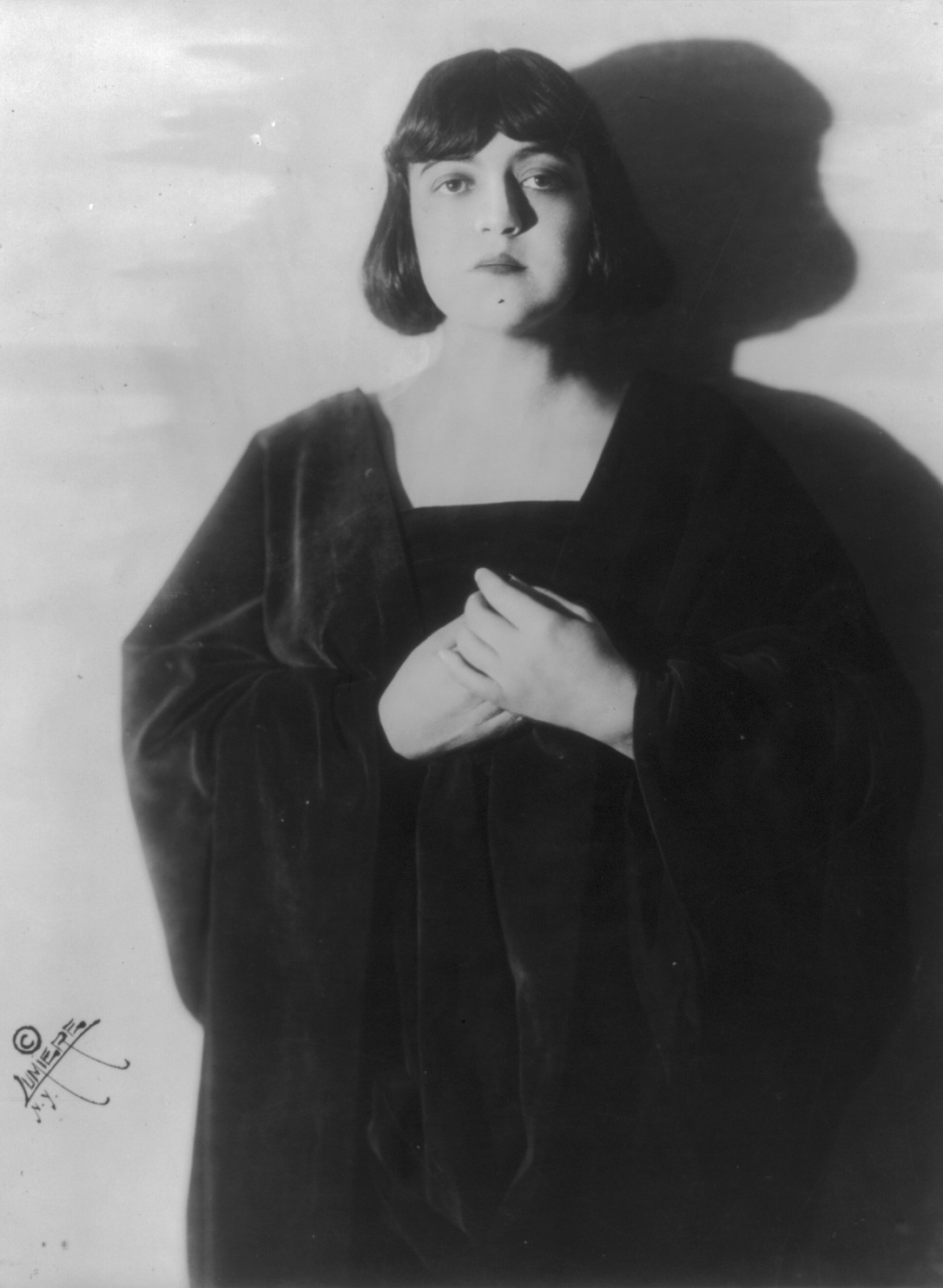
Rosa Ponselle 1919

Rosa Ponselle (* 22. Januar 1897 in Meriden, Connecticut; † 25. Mai 1981 in Baltimore, Maryland, eigentlich Rosa Melba Ponzillo) war eine US-amerikanische Opernsängerin (Sopran).

## Leben
Rosa Ponselle wurde 1897 als Kind italienischer Einwanderer geboren. Ab 1915 trat Ponselle zusammen mit ihrer älteren Schwester Carmela (1892–1977) als die Ponzillo Sisters in New Yorker Kinos und Kabaretts (Vaudeville) auf. Der Impresario William Thorner gab Carmela Ponzillo Gesangsunterricht und hörte auch Rosa Ponselle singen. Thorner verschaffte ihr Kontakte zur Metropolitan Opera. Rosa Ponselle zählte mit ihrem makellosen Koloratursopran zu den größten vokalen Begabungen der Operngeschichte. Der Tenor Enrico Caruso entdeckte und förderte die junge Sängerin und brachte sie an die Metropolitan Opera, wo sie 1918 an der Seite von Caruso (als Leonore in La forza del destino von Giuseppe Verdi) auf der Opernbühne ein sensationelles Debüt gab. Ihr Auftritt war ein großer Erfolg und macht Ponselle über Nacht berühmt. Von 1918 bis 1937 gehörte Rosa Ponselle 19 Spielzeiten in Folge dem Ensemble der Met an, ohne jemals auf anderen US-Bühnen aufzutreten. 1937 beendete sie überraschend ihre aktive Laufbahn und lehrte Gesang in Baltimore. Rosa Ponselle gehört zu den herausragendsten Sängerinnen der gesamten Operngeschichte. Ihre außergewöhnliche, üppige Stimme (Koloratursopran) war reich an Farbe, äußerst ausgeglichen und mühelos beim Registerwechsel. Von 1919 bis 1926 sang sie weitere umjubelte Partien. Zu den wichtigsten Partien ihres 23 Rollen umfassenden Repertoires gehörten u. a. die Santuzza in der Cavalleria rusticana, die Rezia in Carl Maria von Webers Oberon, die Elisabetta in Verdis Don Carlos und die Mathilde in Rossinis Wilhelm Tell. 1927 spielte Ponselle ihre wohl beste Partie: Die Titelrolle in Vincenzo Bellinis Norma. Weitere Rollen waren Ponchiellis Gioconda, Donna Anna in Mozarts Don Giovanni, Verdis Aida, Elisabetta in Don Carlos, Elvira in Ernani, Leonore in Il Trovatore sowie Violetta in La Traviata.
Von 1929 bis 1931 sang Ponselle drei Spielzeiten in London am Covent Garden im Royal Opera House wiederum die Norma, als auch die Rolle der Violetta in La traviata. Auch die Auftritte in London waren große Erfolge für Ponselle. 1933 gab sie ihr einziges Gastspiel in Italien. Am Opernhaus in Florenz spielte sie die Julia in La vestale von Gaspare Spontini.
1935 sang sie ihre letzte Rolle an der Met, die Carmen von Georges Bizet. Wider Erwarten bekam Ponselle harsche Kritiken für diesen Auftritt. Sie absolvierte 1937 noch eine letzte Tour mit dem Ensemble von Carmen und zog sich dann aus dem Bühnenleben zurück. Im Jahr zuvor hatte sie den amerikanischen Großindustriellen Carle A. Jackson geheiratet, von dem sie sich 1949 wieder scheiden ließ. Ponselle zog nach Baltimore und bekam Ende der 1940er Jahre eine leitende Position bei der noch in den Kinderschuhen steckenden Baltimore Civic Opera. Dort erteilte sie Gesangsunterricht, zu ihren Schülern zählten Beverly Sills, Sherrill Milnes, Plácido Domingo, Richard Cassilly und James Morris. 1954 nahm sie verschiedene ihrer großen Partien auf Schallplatten auf. Neben der klassischen Musik sang Ponselle auch US-amerikanische Volkslieder wie „My Old Kentucky Home“ und „Carry me back to old virginny“.

## Diskografie (Auswahl)
- American Recordings Vol. 1: Rosa Ponselle, 2006
- The Columbia R, 2006
- Casta Diva, 2006
- Ponselle: Opern und Lieder, 1997
- Prima Voce: Ponselle, 1992
- Prima Voce: Rosa Ponselle Vol. 3, 1996
- Prima Voce: Rosa Ponselle Vol. 2, 1995
- Songs and Operettas 1918 - 1939, 2002